# Corydoras paleatus
La coridoras pimienta , tachuela o limpiavidrios (Corydoras paleatus) es una especie de pez de la familia Callichthyidae. Son muy apreciados por los acuaristas por su resistencia a las diferentes condiciones ambientales, escasa talla, facilidad para la crianza en cautividad y sus hábitos alimentarios de remover continuamente el sustrato de peceras y acuarios buscando todo tipo de materia orgánica comestible, efectuando así indirectamente, una labor de limpieza, ya que remueven toda materia susceptible de descomponerse y contaminar el agua.

## Distribución
Se lo encuentra en los ríos del área subtropical de América del Sur: en Argentina (ríos de la Plata, Paraná, Uruguay, Segundo, Carcaraña, Luján, Iguazú, etc.), Bolivia, Brasil (Paraná, Iguazú, Gravatay, Uruguay, etc.), Paraguay (Paraná, Paraguay) y Uruguay (Uruguay). En esos cursos de agua, suele encontrárselo en aguas someras (incluso con baja cantidad de oxígeno diluido), agrupándose en cardúmenes que suelen alcanzar los centenares de individuos.
Por la acción de los aficionados a la acuarofilia, ha sido introducido en varios países de diferentes zonas del mundo.

## Fisonomía
La forma del C. paleatus, no difiere en demasiado de la que caracteriza a otras especies del género, aunque se manifiesta algo más alargada y menos rechoncha. Detrás de la aleta dorsal, encontramos la presencia de una aleta adiposa, típica de los peces de la familia Callichthydae. La aleta pectoral, atrofiada en su primer radio, cumple funciones en la reproducción. Carece de escamas, en su lugar, encontramos placas óseas. En la mandíbula inferior, presenta unos apéndices táctiles (llamados barbillones), de gran utilidad en la búsqueda de alimentos. Sus ojos, voluminosos y saltones, se encuentran en continuo movimiento.

## Coloración
La coloración del C. paleatus varía de tonalidades gris parduzco a gris rosáseo, sin alcanzar cromías demasiado oscuras, con manchas grises más oscuras distribuidas irregularmente a ambos flancos del cuerpo, con iridiscencias metalizadas en verdes, azules y violáceos. La coloración iridiscente se magnifica en el opérculo. En algunos ejemplares de sexo masculino, las manchas laterales se funden, conformando bandas a lo largo del cuerpo. 
Encontramos, asimismo, en las tiendas de acuarofilia y mascotas una variedad albina, que suele confundirse con la variedad albina del Corydoras aeneus, de una tonalidad blanco crema, con reflejos anaranjados.

## Talla
Es un pez de pequeñas dimensiones. Los machos no superan los 5 centímetros y las hembras, los 7.

## Dimorfismo sexual
Como se ha señalado anteriormente, la principal diferencia entre los ejemplares macho y hembra de esta especie, es su tamaño, siendo las hembras de mayores dimensiones que los machos. Se ha señalado que, en algunas etapas de su crecimiento, las hembras pueden duplicar el tamaño de los machos.
Por otra parte, los machos de C. paleatus presentan un cuerpo más delgado y ahusado que los individuos del sexo opuesto.

## Reproducción
Es una de las dos especies de Corydoras (junto al C. aeneus) que acepta ser criada en acuarios.
En estado natural, la reproducción se efectúa en temporada de lluvias, con un marcado descenso de la temperatura medioambiental.
Para lograr que la misma se produzca en cautividad, el acuarista deberá intentar simular las condiciones en las cuales se genera en la naturaleza. Esta situación se alcanza gracias a continuos cambios del agua de las peceras y con un descenso del agua del estanque.
Tras el apareamiento, la hembra realiza la puesta y, al cabo de unos pocos días (generalmente, menos de una semana), las huevas eclosionan, haciendo su aparición unos alevines bastante grandes en tamaño, que rápidamente absorben el saco vitelino.

## Alimentación
Si bien muchos acuaristas sostienen que el Corydoras paleatus, así como otras especies afines, se alimenta de los excrementos de otros peces y de materia orgánica en estado de putrefacción, este pez no incluye tales substancias en su dieta. Tal afirmación errónea procede de las técnicas de búsqueda de alimentos de la especie: explorando con los apéndices táctiles situados en su mandíbula inferior y con la propia boca, es frecuente que recoja tanto materia fecal como material orgánico en descomposición, pero, si se observa atentamente, notaremos que, rápidamente, los mismos son rechazados por el animal.
Hecha esta salvedad, esta especie se alimenta de prácticamente toda materia de origen animal o vegetal que quepa en sus fauces.